# Go To ニッポン
『Go To ニッポン』（ゴートゥー - ）は、ディスクベリー・ドット・コムによって制作された紀行番組である。

## 概要
ゆるキャラグランプリのスタッフが贈る、まだ見ぬニッポンの美しい風景を鳥瞰虫瞰で撮影した映像を織り交ぜながら、知られざるニッポンを掘り下げた番組。

## 番組コンセプト
こんな時代だからこそ、私たちの国を見つめ直してみませんか？
あまりきいたことのない土地の、あまり見たことのない風景。
そこに暮らす人々のささやかな営みと、いにしえの伝統。
どこかに忘れたアルバムの色あせた写真のように、私たちの記憶のどこかで輝くでしょう。
さあ、見たことのないニッポンへ。

## 放送日程

### 東海テレビ
| #  | 放送日        | 放送時間 | 取材地                 | サブタイトル                     | 旅人/ナレーション |
| -- | ------------- | -------- | ---------------------- | -------------------------------- | ----------------- |
| 1  | 2021年1月7日  | 26:17 -  | 宮崎県東臼杵郡椎葉村   | 世界に一つだけの椎葉             | 利水つばさ        |
| 2  | 2021年1月14日 | 25:47 -  | 宮崎県延岡市           | わけあって延岡                   | 利水つばさ        |
| 3  | 2021年1月21日 | 25:47 -  | 長崎県東彼杵郡東彼杵町 | お茶とくじらの町                 | 利水つばさ        |
| 4  | 2021年1月28日 | 25:47 -  | 熊本県下益城郡美里町   | 緑に包まれた石橋の郷             | 利水つばさ        |
| 5  | 2021年2月4日  | 25:47 -  | 高知県須崎市           | すさきがすきさ                   | 寺嶋由芙          |
| 6  | 2021年2月11日 | 25:47 -  | 徳島県三好市           | 誰もが、まんなか。               | 寺嶋由芙          |
| 7  | 2021年2月14日 | 25:45 -  | 岡山県美作市           | みまさかのくに彩紀行             | 寺嶋由芙          |
| 8  | 2021年2月18日 | 25:47 -  | 群馬県吾妻郡中之条町   | 花と湯の町なかのじょう           | 千葉千恵巳        |
| 9  | 2021年2月25日 | 25:47 -  | 山梨県北杜市           | 世界に誇る水の山                 | 千葉千恵巳        |
| 10 | 2021年3月4日  | 25:47 -  | 長野県木曽郡南木曽町   | 歴史とひのきの薫る里             | 千葉千恵巳        |
| 11 | 2021年3月11日 | 25:55 -  | 岩手県下閉伊郡普代村   | 青の国                           | 寺嶋由芙          |
| 12 | 2021年3月14日 | 25:45 -  | 福島県田村市           | 本当の地球が見られる場所         | 寺嶋由芙          |
| 13 | 2021年3月18日 | 25:47    | 宮城県大崎市           | ずっとおおさき・いつかはおおさき | 寺嶋由芙          |
| 14 | 2021年3月21日 | 25:55 -  | 群馬県安中市           | 峠の文教都市                     | 寺嶋由芙          |

### 岩手めんこいテレビ
| #  | 放送日        | 再放送   | 放送時間 | 取材地                 | サブタイトル                     | 旅人/ナレーション |
| -- | ------------- | -------- | -------- | ---------------------- | -------------------------------- | ----------------- |
| 1  | 2021年4月8日  | 8月19日  | 15:15 -  | 宮崎県東臼杵郡椎葉村   | 世界に一つだけの椎葉             | 利水つばさ        |
| 2  | 2021年4月15日 | 8月26日  | 15:15 -  | 宮崎県延岡市           | わけあって延岡                   | 利水つばさ        |
| 3  | 2021年4月22日 | 9月2日   | 15:15 -  | 長崎県東彼杵郡東彼杵町 | お茶とくじらの町                 | 利水つばさ        |
| 4  | 2021年5月13日 | 9月9日   | 15:15 -  | 熊本県下益城郡美里町   | 緑に包まれた石橋の郷             | 利水つばさ        |
| 5  | 2021年5月20日 | 9月16日  | 15:15 -  | 高知県須崎市           | すさきがすきさ                   | 寺嶋由芙          |
| 6  | 2021年5月27日 | 9月30日  | 15:15 -  | 徳島県三好市           | 誰もが、まんなか。               | 寺嶋由芙          |
| 7  | 2021年6月17日 | 10月7日  | 15:15 -  | 岡山県美作市           | みまさかのくに彩紀行             | 寺嶋由芙          |
| 8  | 2021年6月24日 | 10月14日 | 15:15 -  | 群馬県吾妻郡中之条町   | 花と湯の町なかのじょう           | 千葉千恵巳        |
| 9  | 2021年7月1日  | 10月21日 | 15:15 -  | 山梨県北杜市           | 世界に誇る水の山                 | 千葉千恵巳        |
| 10 | 2021年7月8日  | 10月28日 | 15:15 -  | 長野県木曽郡南木曽町   | 歴史とひのきの薫る里             | 千葉千恵巳        |
| 11 | 2021年5月6日  | 11月4日  | 15:15 -  | 岩手県下閉伊郡普代村   | 青の国                           | 寺嶋由芙          |
| 12 | 2021年7月15日 | 11月11日 | 15:15 -  | 福島県田村市           | 本当の地球が見られる場所         | 寺嶋由芙          |
| 13 | 2021年7月29日 | 11月18日 | 15:15 -  | 宮城県大崎市           | ずっとおおさき・いつかはおおさき | 寺嶋由芙          |
| 14 | 2021年8月5日  | 11月25日 | 15:15 -  | 群馬県安中市           | 峠の文教都市                     | 寺嶋由芙          |

### 福島中央テレビ
| #  | 放送日         | 放送時間 | 取材地                 | サブタイトル                     | 旅人/ナレーション |
| -- | -------------- | -------- | ---------------------- | -------------------------------- | ----------------- |
| 1  | 2021年11月20日 | 25:40 -  | 宮崎県東臼杵郡椎葉村   | 世界に一つだけの椎葉             | 利水つばさ        |
| 2  | 2021年11月27日 | 25:40 -  | 宮崎県延岡市           | わけあって延岡                   | 利水つばさ        |
| 3  | 2021年12月4日  | 25:40 -  | 長崎県東彼杵郡東彼杵町 | お茶とくじらの町                 | 利水つばさ        |
| 4  | 2021年12月11日 | 25:40 -  | 美里町                 | 緑に包まれた石橋の郷             | 利水つばさ        |
| 5  | 2021年12月18日 | 25:40 -  | 高知県須崎市           | すさきがすきさ                   | 寺嶋由芙          |
| 6  | 2021年12月25日 | 25:40 -  | 徳島県三好市           | 誰もが、まんなか。               | 寺嶋由芙          |
| 7  | 2022年1月8日   | 25:40 -  | 岡山県美作市           | みまさかのくに彩紀行             | 寺嶋由芙          |
| 8  | 2022年1月22日  | 25:40 -  | 群馬県吾妻郡中之条町   | 花と湯の町なかのじょう           | 千葉千恵巳        |
| 9  | 2022年1月29日  | 25:40 -  | 山梨県北杜市           | 世界に誇る水の山                 | 千葉千恵巳        |
| 10 | 2022年2月5日   | 25:40 -  | 長野県木曽郡南木曽町   | 歴史とひのきの薫る里             | 千葉千恵巳        |
| 11 | 2022年2月19日  | 25:40 -  | 岩手県下閉伊郡普代村   | 青の国                           | 寺嶋由芙          |
| 12 | 2022年3月5日   | 25:40 -  | 福島県田村市           | 本当の地球が見られる場所         | 寺嶋由芙          |
| 13 | 2022年2月26日  | 25:40 -  | 宮城県大崎市           | ずっとおおさき・いつかはおおさき | 寺嶋由芙          |
| 14 | 2022年3月12日  | 25:40 -  | 群馬県安中市           | 峠の文教都市                     | 寺嶋由芙          |

### サンテレビ
| # | 放送日         | 放送時間 | 取材地                 | サブタイトル           | 旅人/ナレーション |
| - | -------------- | -------- | ---------------------- | ---------------------- | ----------------- |
| 1 | 2021年12月18日 | 23:30 -  | 宮崎県東臼杵郡椎葉村   | 世界に一つだけの椎葉   | 利水つばさ        |
| 2 | 2021年12月25日 | 23:30 -  | 宮崎県延岡市           | わけあって延岡         | 利水つばさ        |
| 3 | 2022年1月9日   | 17:00 -  | 長崎県東彼杵郡東彼杵町 | お茶とくじらの町       | 利水つばさ        |
| 4 | 2022年1月16日  | 17:00 -  | 熊本県下益城郡美里町   | 緑に包まれた石橋の郷   | 利水つばさ        |
| 5 | 2022年2月27日  | 17:00 -  | 高知県須崎市           | すさきがすきさ         | 寺嶋由芙          |
| 6 | 2022年3月6日   | 11:30 -  | 徳島県三好市           | 誰もが、まんなか。     | 寺嶋由芙          |
| 7 | 2022年3月26日  | 9:00 -   | 岡山県美作市           | みまさかのくに彩紀行   | 寺嶋由芙          |
| 8 | 2022年4月9日   | 10:00 -  | 群馬県吾妻郡中之条町   | 花と湯の町なかのじょう | 千葉千恵巳        |

### テレビ高知
| # | 放送日        | 放送時間 | 取材地               | サブタイトル         | 旅人/ナレーション |
| - | ------------- | -------- | -------------------- | -------------------- | ----------------- |
| 1 | 2022年4月2日  | 24:58 -  | 宮崎県東臼杵郡椎葉村 | 世界に一つだけの椎葉 | 利水つばさ        |
| 2 | 2021年4月15日 | 16:54 -  | 宮崎県延岡市         | わけあって延岡       | 利水つばさ        |
| 5 | 2022年1月3日  | 12:00 -  | 高知県須崎市         | すさきがすきさ       | 寺嶋由芙          |
| 6 | 2022年1月2日  | 12:00 -  | 徳島県三好市         | 誰もが、まんなか。   | 寺嶋由芙          |

### スタッフ

#### #1〜4
- 企画：西秀一郎
- 構成：増子光男
- ヘアメイク：太田啓之
- CAM：河野晋也
- MA：渡辺修一
- 音楽：坂口雄一
- ディレクター：泉澤康智
- 演出：泉健太
- プロデューサー：街風統雄 松本望 福光泰生
- 制作協力：vivito
- 製作著作：ディスクベリー・ドット・コム

#### #5〜7
- 企画：西秀一郎
- 構成：増子光男
- ヘアメイク：高部友見
- CAM：三浦彰浩
- MA：渡辺修一
- 音楽：坂口雄一
- ディレクター：太田達成
- 演出：泉健太
- プロデューサー：街風統雄 松本望 御手洗僚 福光泰生
- 制作協力：vivito
- 製作著作：ディスクベリー・ドット・コム

#### #8〜10
- 企画：西秀一郎
- 構成：増子光男
- ヘアメイク：高部友見
- CAM：椎葉卓
- MA：渡辺修一
- 音楽：坂口雄一
- ディレクター：松田健太郎
- 演出：泉健太
- プロデューサー：街風統雄 松本望 御手洗僚 福光泰生
- 制作協力：vivito
- 製作著作：ディスクベリー・ドット・コム

#### #11〜14
- 企画：西秀一郎
- 構成：増子光男
- ヘアメイク：高部友見
- CAM：板井大地
- MA：渡辺修一
- 音楽：坂口雄一
- ディレクター：高橋栄一
- 演出：泉健太
- プロデューサー：街風統雄 松本望 御手洗僚 福光泰生
- 制作協力：vivito
- 製作著作：ディスクベリー・ドット・コム

## ネット局・放送時間
| 放送対象地域   | 放送局                   | 系列               | 放送期間                       | 放送時間        |              |
| -------------- | ------------------------ | ------------------ | ------------------------------ | --------------- | ------------ |
| 中京広域圏     | 東海テレビ (THK)         | フジテレビ系列     | 2021年1月7日 - 2021年3月21日   | 毎週木曜25:47 - |              |
| 岩手県         | 岩手めんこいテレビ (mit) | フジテレビ系列     | 2021年4月8日 - 2021年8月5日    | 毎週木曜15:15 - |              |
| 岩手県         | 岩手めんこいテレビ (mit) | フジテレビ系列     | 2021年8月19日 - 2021年11月25日 | 毎週木曜15:15 - | 再放送       |
| 福島県         | 福島中央テレビ (FCT)     | 日本テレビ系列     | 2021年11月20日 - 2022年3月12日 | 毎週土曜25:40 - |              |
| 兵庫県         | サンテレビ (SUN)         | 全国独立放送協議会 | 2021年12月18日 - 12月25日      | 毎週土曜23:30 - | #1と#2を放送 |
| 兵庫県         | サンテレビ (SUN)         | 全国独立放送協議会 | 2022年1月9日 - 1月16日         | 日曜17:00 -     | #3と#4を放送 |
| 兵庫県         | サンテレビ (SUN)         | 全国独立放送協議会 | 2022年2月27日                  | 日曜17:00 -     | #5を放送     |
| 兵庫県         | サンテレビ (SUN)         | 全国独立放送協議会 | 2022年3月6日                   | 日曜11:30 -     | #6を放送     |
| 兵庫県         | サンテレビ (SUN)         | 全国独立放送協議会 | 2022年3月26日                  | 土曜9:00 -      | #7を放送     |
| 兵庫県         | サンテレビ (SUN)         | 全国独立放送協議会 | 2022年4月9日                   | 土曜10:00 -     | #8を放送     |
| 福岡県・佐賀県 | TVQ九州放送 (TVQ)        | テレビ東京系列     | 2021年12月19日 - 2022年4月3日  | 毎週日曜6:00 -  |              |
| 高知県         | テレビ高知 (KUTV)        | TBS系列            | 2022年1月2日・3日              | 各日12:00 -     | #5と#6を放送 |
| 高知県         | テレビ高知 (KUTV)        | TBS系列            | 2022年4月2日                   | 土曜24:58 -     | #1を放送     |
| 高知県         | テレビ高知 (KUTV)        | TBS系列            | 2022年4月16日                  | 土曜16:54 -     | #2を放送     |

## 番組テーマ曲
- Bermuda Triangle 「EARLY TIMES」収録
  - オープニング曲「逢う魔が時」
  - エンディング曲「夢のあとさき」